# Casimira Rodríguez
Pour les articles homonymes, voir Rodríguez.
Casimira Rodríguez Romero (1966 -)a été ministre de la justice de Bolivie de février 2006 à janvier 2007

## Biographie
Casimira Rodríguez Romero est née en 1966 à Cochabamba, en Bolivie, dans une famille pauvre qui parle le Quechua. Elle a travaillé à partir de l'âge de 13 ans comme domestique, s'occupant de quinze personnes, dix-huit heures par jour.
En 1987, elle a organisé et présidé le syndicat des travailleurs à Cochabamba. Elle a par la suite fondé le Syndicat des travailleurs à domicile de la Bolivie, dont elle a été deux fois secrétaire. Le 9 avril 2003 le Syndicat s'est donné comme but du droit des travailleurs domestiques a été adoptée, qui régit les droits du travail même de l'union comme le sont les heures de travail, l'assurance médicale et les congés. Entre 2001 et 2006 sous la présidence de l'Amérique latine et des Caraïbes Confédération des travailleurs domestiques, qui l'a amenée à répondre aux réalités des femmes qui travaillent dans de nombreux pays d'Amérique latine.[pas clair]
En 2006, elle a été nommée ministre de la Justice par le président Evo Morales, devenant la première femme et la première paysanne Quechua à occuper ce poste dans l'histoire de la Bolivie.
Actuellement, la lutte pour la revendication des droits des femmes se poursuit. Elle continue de travailler avec les travailleurs et la construction d'une fondation dont la mission est de lutter pour les droits humains des femmes boliviennes appartenant à différents métiers et des industries, des migrants dans les régions rurales.